# Président du Conseil du Trésor
Le président du Conseil du Trésor (anglais : President of the Treasury Board ) est un ministre du gouvernement fédéral canadien. Il préside le Conseil du Trésor dont il supervise le secrétariat. Il est ainsi responsable de la supervision de la gestion des ministères du gouvernement et de la fonction publique fédérale. 
Jusqu'en 1966, le président du Conseil du Trésor était ex officio le ministre des Finances. Depuis cette date, les deux fonctions ont été séparées et le secrétariat du Conseil du Trésor constitue un ministère à part entière.

## Liste
| Edgar John Benson          | sous Pearson       | 1er octobre 1966 – 20 avril 1968     |
| Edgar John Benson          | sous P. E. Trudeau | 20 avril 1968 – 5 juillet 1968       |
| Charles Mills Drury        | sous P. E. Trudeau | 5 juillet 1968 – 8 août 1974         |
| Jean Chrétien              | sous P. E. Trudeau | 8 août 1974 – 14 septembre 1976      |
| Robert Knight Andras       | sous P. E. Trudeau | 14 septembre 1976 – 24 novembre 1978 |
| J. Judd Buchanan           | sous P. E. Trudeau | 24 novembre 1978 – 4 juin 1979       |
| Sinclair Stevens           | sous Clark         | 4 juin 1979 – 2 mars 1980            |
| Donald Johnston            | sous P. E. Trudeau | 3 mars 1980 – 30 septembre 1982      |
| Herb Gray                  | sous P. E. Trudeau | 30 septembre 1982 – 30 juin 1984     |
| Herb Gray                  | sous Turner        | 30 juin 1984 – 17 septembre 1984     |
| Robert de Cotret           | sous Mulroney      | 17 septembre 1984 – 27 août 1987     |
| Don Mazankowski            | sous Mulroney      | 27 août 1987 – 31 mars 1988          |
| Pat Carney                 | sous Mulroney      | 31 mars 1988 – 28 septembre 1988     |
| Michael Wilson             | sous Mulroney      | 28 septembre 1988 – 7 décembre 1988  |
| Doug Lewis                 | sous Mulroney      | 7 décembre 1988 – 30 janvier 1989    |
| Robert de Cotret (2e fois) | sous Mulroney      | 30 janvier 1989 – 20 septembre 1990  |
| Gilles Loiselle            | sous Mulroney      | 20 septembre 1990 – 25 juin 1993     |
| James Stewart Edwards      | sous Campbell      | 25 juin 1993 – 4 novembre 1993       |
| Art Eggleton               | sous Chrétien      | 4 novembre 1993 – 25 janvier 1996    |
| Marcel Massé               | sous Chrétien      | 25 janvier 1996 – 3 août 1999        |
| Lucienne Robillard         | sous Chrétien      | 3 août 1999 – 12 décembre 2003       |
| Reg Alcock                 | sous Martin        | 12 décembre 2003 – 6 février 2006    |
| John Baird                 | sous Harper        | 6 février 2006 – 4 janvier 2007      |
| Vic Toews                  | sous Harper        | 4 janvier 2007 – 19 janvier 2010     |
| Stockwell Day              | sous Harper        | 19 janvier 2010 – 18 mai 2011        |
| Tony Clement               | sous Harper        | 18 mai 2011 – 3 novembre 2015        |
| Scott Brison               | sous J. Trudeau    | 4 novembre 2015 – 14 janvier 2019    |
| Jane Philpott              | sous J. Trudeau    | 14 janvier 2019 – 4 mars 2019        |
| Joyce Murray               | sous J. Trudeau    | 18 mars 2019 – 20 novembre 2019      |
| Jean-Yves Duclos           | sous J. Trudeau    | 20 novembre 2019 - 26 octobre 2021   |
| Mona Fortier               | sous J. Trudeau    | 26 octobre 2021 - 26 juillet 2023    |
| Anita Anand                | sous J. Trudeau    | 26 juillet 2023 - 26 décembre 2024   |
| Ginette Petitpas Taylor    | sous J. Trudeau    | 20 décembre 2024 - 14 mars 2025      |
| Ginette Petitpas Taylor    | sous Carney        | 14 mars 2025 - 13 mai 2025           |
| Shafqat Ali                | sous Carney        | Depuis le 13 mai 2025                |